# Droga wojewódzka nr 369
Droga wojewódzka nr 369 (DW369) – droga wojewódzka łącząca DK5 w Lubawce z DW368 w okolicy Kowarskiego Rozdroża. Droga prowadzi przez Grzbiet Lasocki (wschodnia część Karkonoszy) oraz obok Zbiornika Bukówka. Droga widokowa o stromych nachyleniach, dużej różnicy wysokości i kilku ostrych zakrętach w okolicy Kowarskiego Rozdroża. W okresie zimowym utrudniony przejazd w górnym odcinku w okolicy Kowarskiego Rozdroża.

## Miejscowości leżące przy trasie DW369
- Lubawka
- Bukówka
- Szczepanów
- Miszkowice
- Jarkowice